# Preloge, Slovenska Bistrica
Preloge este o localitate din comuna Slovenska Bistrica, Slovenia, cu o populație de 151 de locuitori.